# Augusto Vizcarra Chocano
Ante Augusto Vizcarra Chocano fue un ingeniero civil y político peruano. Diputado por el departamento de Moquegua durante el periodo parlamentario 1980-1985.
Nació en Moquegua, Perú, el 6 de mayo de 1933. Cursó sus estudios primarios y secundarios en su ciudad natal y estudios superiores de ingeniería civil.
Miembro de Acción Popular, su primera participación política fue en las elecciones municipales de 1963 en las que fue elegido alcalde de la provincia de Mariscal Nieto por la Alianza Acción Popular - Democracia Cristiana. Luego del Gobierno Revolucionario de la Fuerza Armada fue elegido diputado por Moquegua en las elecciones generales de 1980 por el partido Acción Popular. En las elecciones municipales de 1998 tentó su reelección como alcalde provincial de Mariscal nieto y en las elecciones regionales del 2002 y del 2010 tentó sin éxito su elección como presidente del Gobierno Regional de Moquegua.
Falleció en Moquegua, Perú,  el día 28 de mayo de 2021 a los 88 años de edad. 